# Cá voi trắng
Cá voi trắng (danh pháp hai phần: Delphinapterus leucas) là một loài cá voi, là một trong hai thành viên của họ Monodontidae.. Kích cỡ của chúng dài đến 5 m (16,4 ft). Chúng phân bố không liên tục quanh cực ở Bắc Cực và tiểu vùng biển Bắc Cực từ 50 ° đến 80 ° Bắc, đặc biệt dọc theo bờ biển của Alaska, Canada, Greenland, và Nga. Phạm vi phân bố cực nam của phạm vi của chúng bao gồm quần thể cô lập ở cửa sông St Lawrence sông và vịnh hẹp Saguenay, xung quanh làng Tadoussac, Quebec, ở Đại Tây Dương và Đồng bằng sông Amur, quần đảo Shantar và các vùng biển xung quanh đảo Sakhalin trong vùng biển Okhotsk.
Trong văn học của Mỹ có hư cấu về một con cá voi trắng khổng lồ Moby Dick làm kinh hoàng đoàn người đi săn cá voi.